# Dichochrysa perpallida
Dichochrysa perpallida är en insektsart som först beskrevs av Bo Tjeder 1966.  Dichochrysa perpallida ingår i släktet Dichochrysa och familjen guldögonsländor. Inga underarter finns listade i Catalogue of Life.